# Atenció a la dependència a Mèxic
L'atenció a la dependència a Mèxic es caracteritza per una absència de la intervenció i prevenció de la dependència funcional en la gent gran. La responsabilitat institucional queda establerta en la Llei dels Drets de les Persones Adultes Majors de 2012 i és una feina que sol assumir un familiar. L'atenció a la dependència es troba distribuït en diferents recursos d'àmbit públic (a nivell federal, estatal i municipal) i privat (convenis amb centres, seguretat social, centres de salut i altres).
Segons dades de 2011, del total de la població dependent, solament 68,8% té dret als serveis de salut. Tampoc per part de la normativa hagut una reacció per a la millora de l'atenció a la dependència al país. Les dades de 2011 demostren que la situació de dependència és una situació que prevaleix i que augmenta la càrrega familiar, trobant-se els cuidadors amb pressions pels llaços familiars i la solidaritat familiar.

## Cuidador
El cuidador principal sol ser un familiar. No rep salari ni jornada laboral.